# Halimochirurgus alcocki
Halimochirurgus alcocki és una espècie de peix de la família dels triacantòdids i de l'ordre dels tetraodontiformes.

## Morfologia
- Els mascles poden assolir 21,6 cm de longitud total.[4][5]

## Hàbitat
És un peix marí i d'aigües profundes que viu entre 390-610 m de fondària.

## Distribució geogràfica
Es troba des de l'Àfrica oriental fins al Japó, les Filipines i Indonèsia.

## Observacions
És inofensiu per als humans.